# Raoul de Lannoy
Raoul de Lannoy, né au milieu du XVe siècle et mort le 4 avril 1513, issu d'une famille noble originaire de Flandre dont une branche se fixa en Picardie au XIIIe siècle, fut un capitaine de guerre picard de la fin du Moyen Âge et du début de la Renaissance au service du roi de France.
Il servit successivement trois rois de France : Louis XI de 1477 au 30 août 1483, Charles VIII du 30 août 1483 au 7 avril 1498, et Louis XII du 7 avril 1498 au 4 avril 1513.

## Biographie

### Famille
Raoul de Lannoy serait issu de la famille de Lannoy originaire de Flandre dont un des membres, Jean de Lannoy, chevalier, épousa en 1300 Blanche de Vermandois et s'établit en Picardie. Par son mariage, il devint vice-roi de Navarre.
Il était le troisième fils de Thomas Flameng de Lannoy, chevalier, seigneur de Daméraucourt, chambellan du duc de Bourgogne Charles le Bon, gouverneur d'Hesdin et de Marie-Marguerite de Neufville-Martinghen.Ses parents se sont mariés le 28 juillet 1440.
Il eut pour frères aînés :
- Jean de Lannoy, chevalier, seigneur de Dameraucourt, chambellan du duc de Bourgogne, gouverneur de Montreuil-sur-Mer, et
- Porrus de Lannoy (+ 1520), écuyer, seigneur de Blancfossé et de Corneilles.

Le 13 novembre 1478, il épousa Jeanne II Tyrel de Poix, dame de Folleville et de Gannes, fille unique d'Antoine de Poix, seigneur d'Ignaucourt et de Jeanne de Folleville, dame de Folleville, Oresmaux et Dommartin. Il devint, par ce fait, seigneur de Folleville, Ignaucourt et Gannes. Son épouse est décédée le 16 juillet 1524.

### Carrière militaire
Raoul de Lannoy, chevalier était seigneur de Morvillers, Paillart, capitaine d'Hesdin, chambellan des rois de France Louis XI, Charles VIII et Louis XII.
En 1472, à l'automne, Raoul de Lannoy apporta une lettre du maréchal de Lohéac au roi Louis XI.
En 1477, les 7 et 8 avril, Louis XI fit mieux la connaissance de Raoul de Lannoy. Son père, qui était gouverneur de la Place de Hesdin, l'avait envoyé pour parlementer avec le roi de France. Raoul rendit la place à condition de pouvoir s'en aller, lui et ses hommes, "leurs corps et leurs biens saufs". C'est alors que ces deux hommes s’apprécièrent et que Raoul se mit au service du Roi. 
Plus tard, cette même année, Louis XI récompensa Raoul de Lannoy pour sa bravoure lors du siège du Quesnoy. Raoul était "monté à l'assaut à travers le fer et la flamme". Il  lui offrit une chaîne d'or en lui disant: « Pasque Dieu, mon ami, vous êtes trop furieux en un combat; je veux vous enchaîner pour moderer votre ardeur, car je ne veux point vous perdre, désirant me servir de vous plus d'une fois. »
En 1491, Charles VIII, le nomma capitaine de Saint-Germain-en-Laye. Il le fut pendant sept années.
Charles VIII en 1492 le nomma bailli et capitaine d'Amiens. 
Il servit pendant les Guerres d'Italie qui commencèrent en 1494, sous le règne de Charles VIII, à la mort du roi  Ferdinand Ier de Naples. 
Il fit partie de plusieurs ambassades envoyées par les rois de France. Ce fut le cas en 1492.  Également en 1499 quand Louis XII l'envoie, avec d'autres, à Arras vers Maximilien, pour recevoir l'hommage de ses comtés de Flandre, Artois et Charolais ou encore, en 1505, quand Raoul de Lannoy vint, avec d’autres, en ambassadeurs du Roi de France, Louis XII, à Haguenau, là où siégeait l’empereur Maximilien d'Autriche, pour demander à ce dernier de reconnaître le roi de France comme duc de Milan. 
Louis XII le nomma gouverneur de Gênes en 1507.

### Mécène
C’est grâce à lui que l’on a pu observer les premières traces de la présence d'œuvres d’art de la Renaissance italienne en Picardie. Il fit sculpter son gisant et celui de son épouse par deux artistes milanais, Antonio della Porta et Pasio Gagini. Ce tombeau fut terminé en 1524. Ces deux gisants sont visibles dans l'église Saint-Jacques-le-Majeur-et-Saint-Jean-Baptiste de Folleville (Somme). Sa devise : "Craindrons la mort, mieux en aurons" est inscrite sur son tombeau.

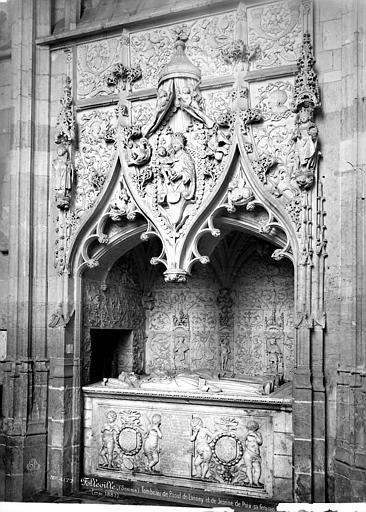
Tombeau de Raoul et de son épouse (église de Folleville).
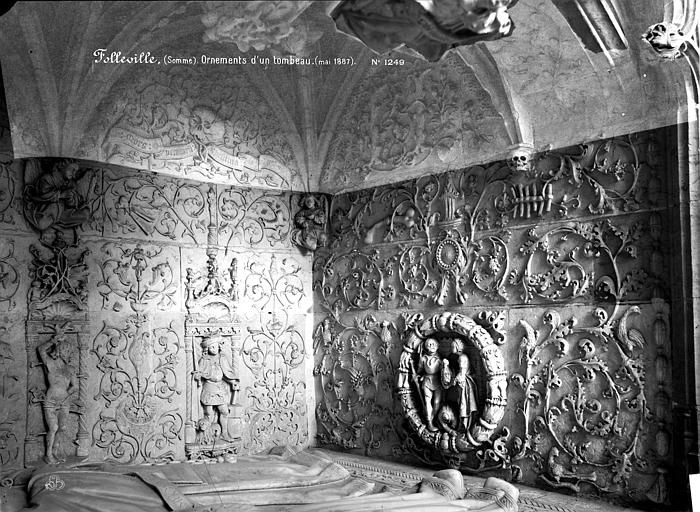
Détail du tombeau.

## Descendance

### Enfants[12]
- François de Lannoy, fils de Raoul de Lannoy, lui succéda à la tête de la seigneurie de Folleville, en 1513, gouverneur et capitaine de Chauny, capitaine d'Amiens. Il épousa  le 30 août 1518, Marie d'Hangest, fille de de Jean d'Hangest, seigneur de Genkis. Il mourut en 1546.
- Louise de Lannoy qui fut femme de Philippe de Créquy, chevalier, seigneur de Bernieulles et de Bléquin.

### Petits-enfants de Raoul de Lannoy
- Louis de Lannoy, fils de François de Lannoy, chevalier, seigneur de Dommartin, Folleville, Gannes, Morvillers, Oresmaux, Paillart etc., gouverneur de Boulogne. Épousa Anne de La Viefville.

- Jeanne et Madeleine de Lannoy, sœurs du précédent.

### Arrière-petits-enfants de Raoul de Lannoy par Louis de Lannoy
- Marie de Lannoy, fille de Louis de Lannoy, dame de Folleville, etc. Elle épousa Antoine de Silly (vers 1540 - 1609), comte de La Rochepot, capitaine-gouverneur du château d'Angers puis ambassadeur du roi Henri IV en Espagne. Leur fille Françoise Marguerite de Silly, dame de Folleville, épousa Philippe-Emmanuel de Gondi, maréchal de Retz, général des Galères.

- Louise de Lannoy, fille de Louis de Lannoy, épousa Charles de Lameth, seigneur de Pinon et de Bussy, vicomte de Laon, gouverneur de Coucy.

- Anne de Lannoy, fille de Louis de Lannoy, épousa Timoléon Gouffier[13]